# Мечеть Искеле
Мечеть Искеле — небольшая мечеть в городе Анталья (Турция), расположена на берегу яхтовой гавани, совсем недалеко от воды. Под высокими крепостными стенами, утопающая в буйной южной зелени мечеть вместе с минаретом кажется совсем миниатюрной.
Мечеть была построена в конце XIX века из камня, находится у подножия каменных ступеней, ведущих вниз с улицы Мермерли к Старому порту. Конструкция опирается на четыре колонны, между которыми из земли бьет родник.